# Asmate arenacearia
Asmate arenacearia là một loài bướm đêm trong họ Geometridae.